# Minor Hill
Minor Hill – miasto w Stanach Zjednoczonych, w stanie Tennessee, w hrabstwie Giles.